# Nick Ramus
Nick Ramus (ur. 9 września 1929 w Seattle; zm. 30 maja 2007 w Benson) – amerykański drugoplanowy aktor charakterystyczny, odtwarzający przede wszystkim role rdzennych Amerykanów. Pochodził z plemienia Czarnych Stóp. Dorastał w mieście Spokane w stanie Waszyngton.

## Filmografia
Filmy kinowe, telewizyjne i krótkometrażowe:
- 2008: Red 71 (specjalne podziękowania)
- 2007: Rapturious jako Indianin (głos)
- 2007: Alma (film krótkometrażowy) jako Miejscowy
- 2006: The Treasure of Painted Forest jako pan Godfrey
- 1995: Małolaty ninja na wojennej ścieżce jako wódz Okrągły Strumień
- 1993: Geronimo (film telewizyjny)
- 1991: Son of the Morning Star (film telewizyjny) jako Czerwona Chmura
- 1988: Journey to Spirit Island jako Tom
- 1987: Love at Stake jako wódz Wannatoka
- 1986: C.A.T. Squad (film telewizyjny)
- 1985: Inwazja na USA jako Clark Mały Jastrząb
- 1984: The Mystic Warrior (film telewizyjny) jako Olepi
- 1982: The Legend of Walks Far Woman (film telewizyjny) jako Leworęczny Byk
- 1980: Windwalker jako Uśmiechnięty Wilk / Brat Wrona / Narrator
- 1979: The Apple Dumpling Gang Rides Again jako Indiański Wódz
- 1977: Kit Carson and the Mountain Men (film telewizyjny) jako Tioga
- 1976: The Quest (film telewizyjny) jako Żelazny Jastrząb
- 1975: I Will Fight No More Forever jako Tęcza
- 1974: Black Eye

Seriale i miniseriale telewizyjne:
- 1993–1995, 1997: Doktor Quinn, 1993-1998 jako wódz Czarny Kocioł (12 odcinków)
- 1995: Strażnik Teksasu, 1993-2001 jako Jasna Woda (1 odcinek)
- 1991: MacGyver, 1985-1992 jako Stojący Wilk (1 odcinek)
- 1991: Harry i Hendersonowie, 1991-1993 (1 odcinek)
- 1990: Przystanek Alaska, 1990-1995 jako Wódz (1 odcinek)
- 1989: Monsters, 1988-1990 (1 odcinek)
- 1989: Paradise, znaczy raj, 1988-1990 jako Czarna Chmura (1 odcinek)
- 1988: CBS Summer Playhouse, 1987-1989 jako Mędrzec (1 odcinek)
- 1987: Capitol, 1982-1987 jako generał Abdullah (1 odcinek)
- 1987: Stingray, 1985-1987 jako Alexander Bondy (1 odcinek)
- 1986: Star Trek IV: Powrót na Ziemię, 1986 jako Saratoga Helmsman (1 odcinek)
- 1985: Tall Tales & Legends, 1985-1988 jako Siedzący Byk (1 odcinek)
- 1982: Born to the Wind, 1982 jako Szara Chmura (1 odcinek)
- 1981–1982: Falcon Crest, 1981-1990 jako Gus Nunouz (13 odcinków)
- 1979: The Chisholms, 1979 (miniserial) jako Tehohane
- 1978–1979: Centennial, 1978-1979 jako Zaginiony Orzeł
- 1977: Domek na prerii, 1974-1983 jako Mała Wrona (1 odcinek)
- 1977, 1982: Disneyland, 1954-1992 jako Tioga (4 odcinki)
- 1974: Gunsmoke, 1955-1975 jako Lynit (1 odcinek)